# Фульгурация
Фульгурация (от лат. fulgur, «молния», также электрофульгурация) — метод лечения доброкачественных разрастаний эпителия прижиганием плазмой, генерируемой токами высокой частоты (без непосредственного контакта активного электрода с тканью). Применяется также в косметологии, для уничтожения некротизированных тканей при хирургических инфекциях, или при удалении бородавок наряду с криотерапией и хирургическим вмешательством. Частично заменена контактным методом прижигания — диатермокоагуляцией.